# 文昌增七
大熊座31，又名BD+50 1698，HD 85795、SAO 27430、HR 3917，是大熊座的一颗恒星，视星等为5.27，位于銀經166.65，銀緯49.63，其B1900.0坐标为赤經9h 49m 11.4s，赤緯+50° 49.63′ 31″。